# Campagna di Birmingham
La Campagna di Birmingham, o Movimento di Birmingham, è stato un movimento organizzato all'inizio del 1963 dalla Southern Christian Leadership Conference (SCLC) per attirare l'attenzione sugli sforzi di integrazione degli afroamericani a Birmingham, in Alabama. Questa campagna di azione nonviolenta, guidata da Martin Luther King, James Bevel, Fred Shuttlesworth e altri, culminò in scontri ampiamente pubblicizzati tra giovani studenti neri e autorità civili bianche, e alla fine portò il governo municipale a modificare le leggi sulle discriminazioni nella città.
Nei primi anni 1960, Birmingham era una delle città più divise razzialmente negli Stati Uniti, sia per legge che per cultura. I cittadini neri affrontavano disparità legali ed economiche e una violenta punizione quando cercavano di attirare l'attenzione sui loro problemi. Martin Luther King la definì come la città più segregata negli Stati Uniti. Le proteste a Birmingham iniziarono con un boicottaggio guidato da Shuttlesworth, il quale voleva spingere i dirigenti delle aziende ad offrire un impiego a persone di tutte le razze e porre fine alla segregazione nelle strutture pubbliche, nei ristoranti, nelle scuole e nei negozi. Le imprese locali e i leader governativi resistettero alle pressioni del boicottaggio ma la SCLC intervenne. L'organizzatore Wyatt Tee Walker si unì all'attivista di Birmingham Shuttlesworth e iniziarono il Progetto C, una serie di sit-in e marce intese a provocare arresti di massa.
Quando la campagna fu a corto di volontari adulti, James Bevel, direttore dell'Azione diretta della SCLC, riuscì a portare i ragazzi a essere i principali manifestanti della campagna di Birmingham. Quindi insegnò agli studenti delle scuole superiori, del college e della scuola elementare la nonviolenza, e chiese loro di partecipare alle dimostrazioni facendo una breve marcia di protesta dalla chiesa battista della sedicesima strada al municipio, per parlare con il sindaco dei problemi causati dalla segregazione. Ciò comportò oltre un migliaio di arresti e, mentre le prigioni e le aree di detenzione erano piene di studenti, il Dipartimento di Polizia di Birmingham, guidato da Eugene "Bull" Connor, usava idranti ad alta pressione e cani poliziotto da attacco sui passanti, sia bambini sia adulti. Non tutti gli astanti erano pacifisti, nonostante le intenzioni dichiarate dalla SCLC di organizzare una marcia completamente nonviolenta, ma gli studenti si attennero alla premessa. King e la SCLC si attirarono sia critiche sia lodi per aver permesso ai bambini di partecipare e mettersi in pericolo.
La campagna di Birmingham fu un modello di protesta nonviolenta e, attraverso i media, attirò l'attenzione del mondo sulla segregazione razziale nel sud del Paese. Essa aumentò la reputazione di King, Connor venne licenziato, costrinse Birmingham alla desegregazione ed apri la strada alla legge sui diritti civili del 1964 che proibì la discriminazione razziale nelle pratiche di assunzione e nei servizi pubblici in tutti gli Stati Uniti.

## Antefatto

### Città della segregazione
Birmingham, nell'Alabama, era nel 1963 "probabilmente la città più segregata negli Stati Uniti", secondo Martin Luther King. Sebbene la popolazione della città di quasi 350.000 persone fosse bianca al 60% e nera al 40%, Birmingham non aveva funzionari di polizia, pompieri, commessi di vendita nei grandi magazzini, conducenti di autobus, cassieri di banche o negozi neri. I segretari neri non potevano lavorare per i professionisti bianchi. I lavori disponibili per i neri erano limitati al lavoro manuale nelle acciaierie di Birmingham, ai lavori domestici e alla manutenzione dei giardini, o al lavoro nei quartieri neri. Quando si rendevano necessari licenziamenti, i dipendenti neri erano spesso i primi nella lista. Il tasso di disoccupazione dei neri era due volte e mezzo più alto rispetto ai bianchi. Il reddito medio per i neri in città era meno della metà di quello dei bianchi. Le griglie salariali significativamente più basse per i lavoratori neri presso le acciaierie locali erano comuni. La segregazione razziale delle strutture pubbliche e commerciali in tutta la contea di Jefferson era imposta per legge, copriva tutti gli aspetti della vita e veniva rigidamente applicata. Solo il 10% della popolazione nera della città era iscritto nei registri degli elettori nel 1960.
Inoltre, l'economia di Birmingham era stagnante mentre la città si stava spostando da un'economia industriale a una di servizi. Secondo la rivista Time del 1958, l'unica cosa che i lavoratori bianchi potevano ottenere dalla desegregazione era la maggiore concorrenza dei lavoratori neri. Cinquanta attentati non risolti, di matrice razzista, tra il 1945 e il 1962 avevano fatto guadagnare alla città il soprannome di "Bombingham". Un quartiere dove convivevano famiglie bianche e nere subì così tanti attacchi che fu chiamato "Dynamite Hill", "collina della dinamite". Le chiese nere in cui venivano discussi i diritti civili divennero obiettivi specifici di attentati.
La popolazione nera di Birmingham cominciò a organizzarsi per promuovere il cambiamento. Dopo che l'Alabama bandì la National Association for the Advancement of Colored People nel 1956, il reverendo Fred Shuttlesworth fondò il Movimento Cristiano per i Diritti Umani dell'Alabama (ACMHR) lo stesso anno per sfidare le politiche di segregazione della città attraverso azioni legali e proteste. Quando i tribunali resero illegale la segregazione dei parchi della città, la città rispose chiudendoli. La casa di Shuttlesworth fu ripetutamente colpita da ordigni esplosivi, così come la chiesa battista di Bethel, dove era pastore. Quando Shuttlesworth fu arrestato e incarcerato per aver violato le norme sulla segregazione della città nel 1962, mandò una petizione all'ufficio del sindaco Art Hanes chiedendo che le strutture pubbliche fossero desegregate. Hanes rispose con una lettera che informava Shuttlesworth che la sua petizione era stata gettata nella spazzatura. Alla ricerca di aiuto esterno, Shuttlesworth invitò Martin Luther King e la SCLC a Birmingham, dicendo: "Se venite a Birmingham, non otterrete solo prestigio, ma scuoterete davvero il Paese. Se vincete a Birmingham, come va a Birmingham, così va nella nazione".

### Obiettivo della campagna
King e la SCLC erano stati recentemente coinvolti in una campagna per la desegregazione della città di Albany, in Georgia, ma i risultati non furono quelli previsti. Descritto dallo storico Henry Hampton come un "pantano", il movimento Albany perse slancio e si fermò. La reputazione di King era stata scalfita dalla campagna di Albany, ed era impaziente di migliorarla. Determinato a non commettere gli stessi errori a Birmingham, King e la SCLC cambiarono molte delle loro strategie. Ad Albany si erano concentrati sulla desegregazione della città nel suo insieme. A Birmingham invece, le loro tattiche di campagna si focalizzarono su obiettivi più precisamente definiti riguardo ai quartieri commerciali del centro e gli edifici istituzionali. Questi obiettivi includevano la desegregazione dei negozi del centro di Birmingham, le pratiche di assunzione nei negozi e l'impiego in città, la riapertura dei parchi pubblici e la creazione di un comitato bi-razziale per sovrintendere alla desegregazione delle scuole pubbliche di Birmingham. King riassunse la filosofia della campagna di Birmingham quando affermò: "Lo scopo di [...] un'azione diretta è creare una situazione così caotica che aprirà inevitabilmente la porta alla negoziazione".

### Commissario per la sicurezza pubblica
Un fattore significativo del successo della campagna di Birmingham fu la struttura del governo della città e la personalità del suo litigioso commissario per la sicurezza pubblica, Eugene "Bull" Connor. Descritto come un "arci-segregazionista" dalla rivista Time, Connor affermò che la città "non consentirà che negri e bianchi non siano segregati in questa città [sic]". Apparentemente credeva inoltre che il movimento per i diritti civili fosse un complotto comunista, e quando furono lanciate bombe contro alcune chiese, Connor incolpò della violenza i neri locali. Il governo di Birmingham era istituito in modo tale da conferire a Connor una grande influenza. Nel 1958 la polizia arrestò i pastori religiosi che organizzavano un boicottaggio degli autobus. Quando il Federal Bureau of Investigation (FBI) avviò un'indagine sulle accuse di cattiva condotta da parte della polizia durante gli arresti, Connor rispose che "non porgo alcuna dannata scusa all'FBI o a nessun altro" e predisse: "Se il Nord continua a cercare di ficcarci questa cosa [la desegregazione] in gola, ci sarà spargimento di sangue". Nel 1961 Connor ritardò l'invio della polizia quando i Freedom Riders furono picchiati da torme locali. La polizia ostacolava le guide religiose e gli organizzatori della protesta multando le auto parcheggiate alle riunioni di massa e mandando agli incontri agenti in borghese per prendere appunti. I vigili del fuoco di Birmingham intervenivano nelle riunioni per cercare "pericoli di incendio fantasma". Connor era così avverso al movimento per i diritti civili che le sue azioni spronarono il sostegno ai neri americani. Il presidente John F. Kennedy in seguito disse di lui: "Il movimento per i diritti civili dovrebbe ringraziare Dio per Bull Connor, che lo ha aiutato tanto quanto Abraham Lincoln".
L'incertezza nella carica del sindaco indebolì inoltre il governo della città di Birmingham nella sua opposizione alla campagna. Connor, che si era candidato a diverse cariche nei mesi precedenti alla campagna, era stato sconfitto in tutte tranne per il commissariato per la sicurezza pubblica. Poiché credevano che l'estremo conservatorismo di Connor rallentasse i progressi per la città nel suo insieme, un gruppo di bianchi moderati politici si mise all'opera per sconfiggerlo quando si candidò a sindaco. I "Cittadini per il progresso" furono sostenuti dalla Camera di commercio e da altri professionisti bianchi della città, e le loro tattiche ebbero successo. Nel novembre 1962 Connor perse le elezioni, vinte da Albert Boutwell, un segregazionista meno combattivo. Tuttavia, Connor e i suoi colleghi della City Commission rifiutarono di accettare l'autorità del nuovo sindaco. Sostenevano che i loro mandati non sarebbero scaduti fino al 1965, anziché nella primavera del 1963. Quindi, per un breve periodo, Birmingham aveva due giunte.

## Situazione a Birmingham

### Campagna di acquisto selettiva
Impostate sul modello del boicottaggio degli autobus di Montgomery, le azioni di protesta a Birmingham iniziarono nel 1962, quando gli studenti delle università locali organizzarono durante l'anno numerosi boicottaggi. Questi causarono un calo delle attività commerciali nel centro del 40%, e questo attirò l'attenzione del presidente della Camera di Commercio Sidney Smyer, il quale commentò "gli incidenti razziali ci hanno causato un occhio nero che sarà difficile da dimenticare". In risposta al boicottaggio, la City Commission di Birmingham punì la comunità nera togliendo 45.000 dollari (360.000 dollari nel 2018) da un programma di sostegno alimentare utilizzato principalmente dai neri con basso reddito. Il risultato, tuttavia, fu una comunità nera più motivata a resistere.
La SCLC decise che la pressione economica sulle imprese di Birmingham sarebbe stata più efficace della pressione sui politici, una lezione imparata ad Albany, poiché nel 1962 pochi neri erano iscritti ai registri elettorali. Nella primavera del 1963, prima di Pasqua, il boicottaggio di Birmingham si intensificò durante la stagione degli acquisti più intensa dell'anno. I pastori esortarono le loro congregazioni ad evitare di fare compere nei negozi di Birmingham nel centro cittadino. Per sei settimane i sostenitori del boicottaggio pattugliarono l'area del centro cittadino per assicurarsi che i neri non andassero nei negozi che promuovevano o tolleravano la segregazione. Se in questi negozi venivano trovati acquirenti neri, gli organizzatori li denigravano per la loro mancata partecipazione al boicottaggio. Shuttlesworth ricordava una donna il cui cappello da 15 dollari (120 nel 2018) fu distrutto dal servizio d'ordine del boicottaggio. Un partecipante alla campagna, Joe Dickson, ricordò: "Dovevamo essere messi sotto stretta sorveglianza, dovevamo dire alla gente: se vai in centro e compri qualcosa, dovrai rispondere a noi". Dopo che diversi proprietari di esercizi commerciali di Birmingham tolsero i cartelli "solo bianchi" e "solo di colore", il commissario Connor disse loro che se non avessero obbedito alle ordinanze di segregazione, avrebbero perso le loro licenze commerciali.

### Progetto C

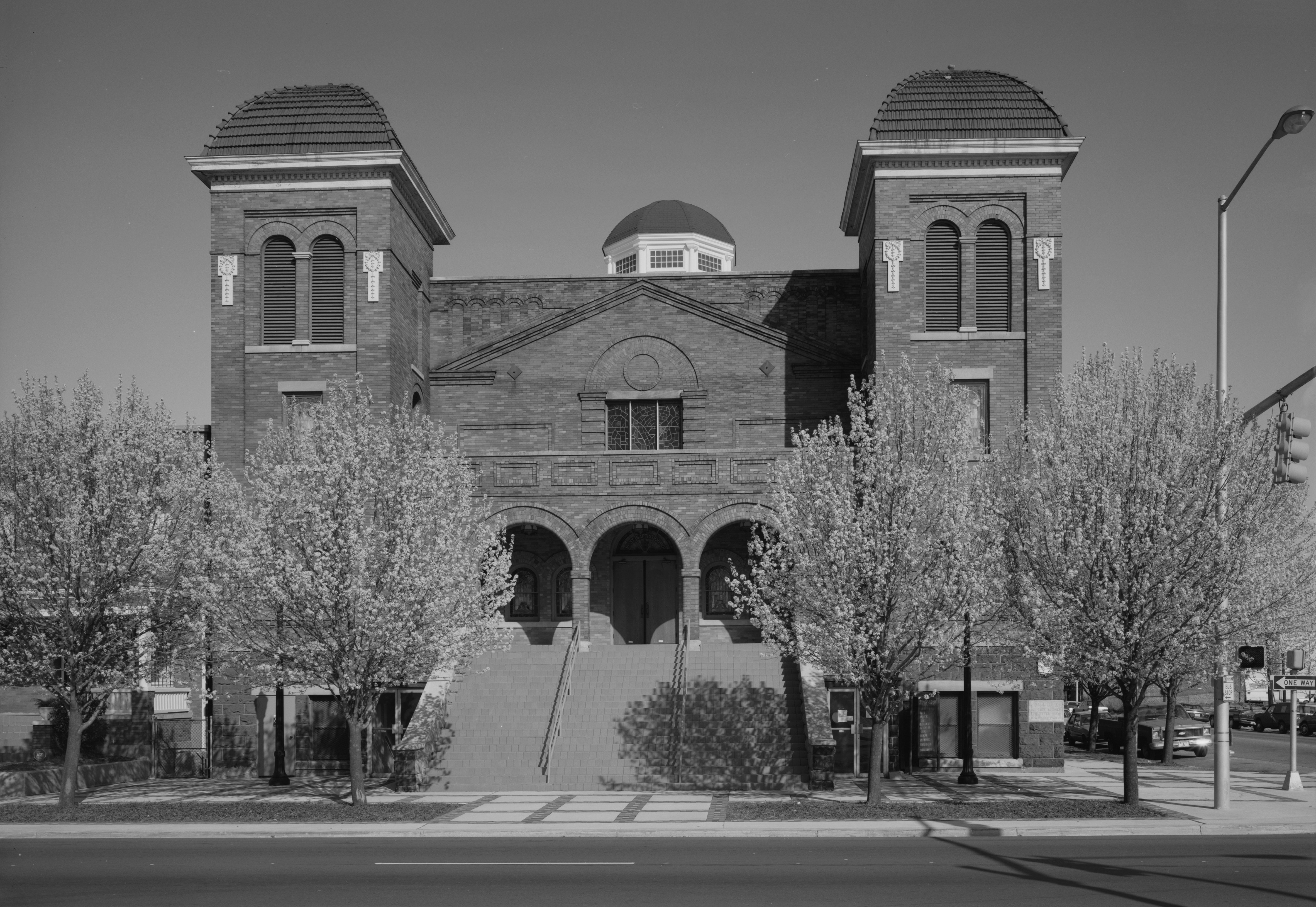
La chiesa battista della sedicesima strada, sede e punto di ritrovo per la campagna

La presenza di Martin Luther King a Birmingham non fu ben accolta da tutti nella comunità nera. Un avvocato nero locale si lamentò del fatto che la nuova amministrazione della città non aveva avuto abbastanza tempo per dialogare con i vari gruppi impegnati a cambiare le politiche di segregazione della città. Il proprietario nero di hotel A. G. Gaston era d'accordo. Un sacerdote gesuita bianco che assistette ai negoziati per la segregazione affermò che "le manifestazioni [erano] mal programmate e mal indirizzate".
Gli organizzatori della protesta sapevano che sarebbero andati incontro alla violenza del dipartimento di polizia di Birmingham e scelsero un approccio conflittuale per attirare l'attenzione del governo federale. Wyatt Tee Walker, uno dei fondatori della SCLC e direttore esecutivo dal 1960 al 1964, pianificò la tattica delle proteste dell'azione diretta, prendendo di mira la tendenza di Bull Connor a reagire alle dimostrazioni con violenza: "La mia teoria era che se avessimo costruito un forte movimento non violento, l'opposizione avrebbe sicuramente fatto qualcosa che attirasse i media e, a sua volta, attirasse l'attenzione nazionale per le discriminazioni quotidiane di una persona che vive nel profondo sud." Diresse la pianificazione di ciò che chiamò Progetto C, che stava per "confronto". Gli organizzatori credevano che i loro telefoni fossero sorvegliati, quindi per evitare che i loro piani trapelassero, influenzando le elezioni del sindaco, usarono parole in codice per le dimostrazioni.
Il piano prevedeva un'azione diretta nonviolenta per attirare l'attenzione dei media sulla "città più grande e cattiva del Sud". In preparazione per le proteste, Walker misurò la distanza a piedi dalla chiesa battista della sedicesima strada, sede della comitato organizzativo, al centro della città. Osservò i banconi segregati dei ristoranti rapidi nei grandi magazzini e stilò un elenco di edifici federali come obiettivi secondari nel caso in cui la polizia bloccasse l'ingresso dei manifestanti a obiettivi primari come negozi, biblioteche e chiese.

#### Metodi
La campagna utilizzò una serie di metodi diversi nonviolenti di affrontamento, tra cui sit-in nelle biblioteche e nei ristoranti rapidi, inginocchiamenti di fedeli neri in chiese bianche e una marcia verso il palazzo della contea per indicare l'inizio di una campagna di iscrizione ai registri degli elettori. La maggior parte degli esercizi commerciali rispose rifiutando di servire i manifestanti. Alcuni spettatori bianchi in un sit-in in un ristorante rapido di Woolworth sputavano sui partecipanti. Alcune centinaia di manifestanti, tra cui il musicista jazz Al Hibbler, furono arrestati, anche se Hibbler fu immediatamente rilasciato da Connor.
Gli obiettivi della SCLC erano di riempire le prigioni di manifestanti per costringere il governo della città a negoziare mentre le dimostrazioni continuavano. Tuttavia, non furono arrestate abbastanza persone per influenzare il funzionamento della città e l'efficacia dei piani fu messa in discussione dalla comunità nera. Il direttore di The Birmingham World, il giornale nero della città, definì le azioni dirette dei manifestanti "costose e inutili" e sollecitava i cittadini neri a usare i tribunali per cambiare le politiche razziste della città. La maggior parte dei residenti bianchi di Birmingham era scossa dalle dimostrazioni. I capi religiosi bianchi attaccavano King e gli altri organizzatori, dicendo che "una causa dovrebbe essere portata avanti nei tribunali e nei negoziati tra i responsabili delle comunità locali, e non nelle strade". Alcuni residenti bianchi di Birmingham si mostravano favorevoli durante il boicottaggio. Quando una donna nera entrò in un grande magazzino Loveman per comprare scarpe ai suoi figli per Pasqua, una commessa bianca le disse: "Nera, non ti vergogni, la tua gente là fuori in strada viene messa in prigione e tu sei qui a spendere soldi, non ho intenzione di venderti niente, dovrai andare in qualche altro posto". King promise una protesta ogni giorno fino a quando "l'uguaglianza pacifica non sarà assicurata" e espresse il dubbio che il nuovo sindaco non avrebbe mai volontariamente desegregato la città.

#### Reazioni della città
Il 10 aprile 1963 Bull Connor ottenne un'ingiunzione per bloccare le proteste e successivamente alzò le cauzioni per chi era stato arrestato da 200 a 1.500 dollari (da 2000 a 10.000 dollari del 2018). Fred Shuttlesworth definì l'ingiunzione una "evidente negazione dei nostri diritti costituzionali" e gli organizzatori si prepararono a sfidare l'ordine. La decisione di ignorare l'ingiunzione era stata presa durante la fase di pianificazione della campagna. King e la SCLC avevano obbedito alle ingiunzioni della corte nelle loro proteste di Albany e ragionavano sul fatto che averle rispettate aveva contribuito all'insuccesso della campagna. In un comunicato stampa spiegarono: "Ora ci troviamo di fronte a forze recalcitranti nel profondo sud che useranno i tribunali per perpetuare i sistemi ingiusti e illegali di separazione razziale". Il sindaco eletto, Albert Boutwell, definì King e gli organizzatori della SCLC "estranei" il cui unico scopo a Birmingham era "suscitare discordia inter-razziale". Connor promise: "Potete star certi che riempirò la prigione di persone che violano la legge finché sono al municipio".
Gli organizzatori del movimento si ritrovarono senza soldi dopo l'aumento della cauzione. Poiché King era il principale finanziatore, i suoi alleati lo invitarono a viaggiare nel paese per raccogliere i soldi della cauzione per gli arrestati. In precedenza King aveva promesso di guidare i manifestanti in prigione per solidarietà, ma quando arrivò il giorno previsto esitò. Alcuni membri della SCLC erano delusi dalla sua indecisione. "Non ho mai visto Martin così turbato", disse uno degli amici di King in seguito. Dopo che King pregò e rifletté da solo nella sua stanza d'albergo, lui e i dirigenti della campagna decisero di sfidare l'ingiunzione e pianificarono arresti di massa dei sostenitori della campagna. Per sollevare il morale e reclutare volontari ad andare in prigione, Ralph Abernathy parlò a una riunione di cittadini neri di Birmingham nella chiesa battista della sesta avenue: "Gli occhi del mondo sono su Birmingham stasera. Bobby Kennedy sta guardando qui a Birmingham, Il Congresso degli Stati Uniti sta guardando Birmingham, il Dipartimento della giustizia sta guardando Birmingham, siete pronti, siete pronti per affrontare la sfida? Io sono pronto ad andare in prigione, voi lo siete?" Con Abernathy, King era tra i 50 residenti di Birmingham di età compresa tra i 15 e gli 81 anni che furono arrestati il Venerdì Santo, 12 aprile 1963. Era il tredicesimo arresto di King.

### Martin Luther King arrestato

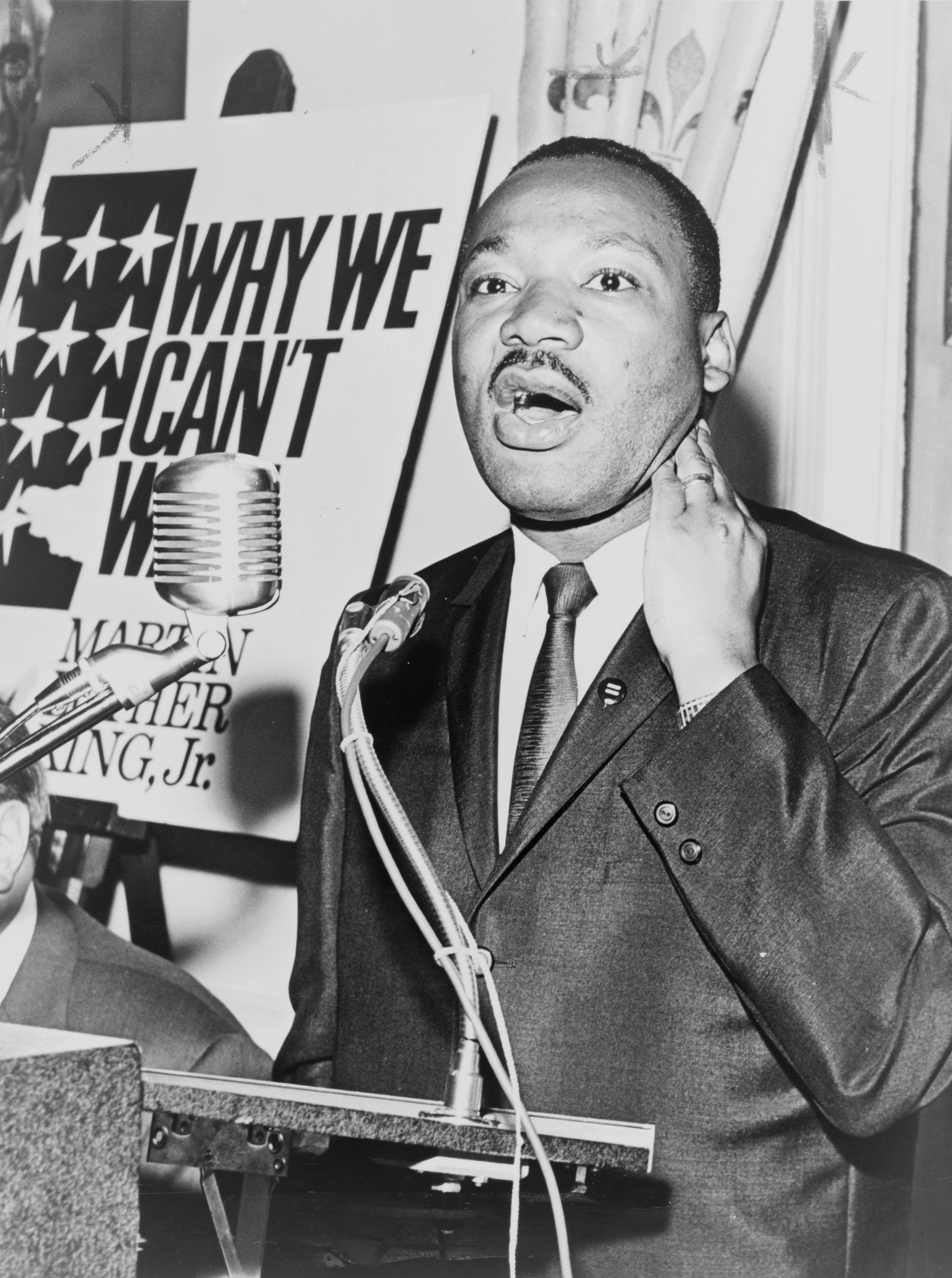
Martin Luther King nel 1964 promuove il libro Why We Can't Wait, basato sulle sue "Lettere dalla prigione di Birmingham"

Martin Luther King venne arrestato e portato nel carcere di Birmingham, dove gli fu negato di consultare un avvocato della NAACP senza presenza di guardie. Quando lo storico Jonathan Bass scrisse dell'incidente nel 2001, notò che le notizie sull'arresto di King si diffusero rapidamente grazie al contributo di Wyatt Tee Walker, come previsto. I sostenitori di King inviarono telegrammi sul suo arresto alla Casa Bianca. Poteva essere rilasciato su cauzione in qualsiasi momento, e gli amministratori della prigione volevano che fosse rilasciato il più presto possibile per evitare l'attenzione dei media mentre King era in custodia. Tuttavia, gli organizzatori delle campagne non pagarono la cauzione per "focalizzare l'attenzione dei media e dell'opinione pubblica nazionale sulla situazione di Birmingham".
Ventiquattro ore dopo il suo arresto, a King fu permesso di incontrare avvocati locali della SCLC. Coretta Scott King, non riuscendo a sentire il marito, chiamò Walker e gli suggerì di chiamare direttamente il presidente Kennedy. La signora King si stava riprendendo dopo la nascita del loro quarto figlio quando ricevette una chiamata dal presidente Kennedy, il lunedì dopo l'arresto. Il presidente le disse che poteva aspettarsi presto una chiamata da suo marito. Quando Martin Luther King chiamò sua moglie, la loro conversazione fu breve e vigile; supponevano correttamente che i loro telefoni fossero intercettati. Diversi giorni dopo, Jacqueline Kennedy chiamò Coretta Scott King per esprimere la sua preoccupazione per King mentre era in carcere.
Usando pezzetti di carta ricevuti da un inserviente, note scritte ai margini di un giornale e in seguito un blocco note legale datogli dagli avvocati della SCLC, King scrisse il suo saggio "Lettera dalla prigione di Birmingham". Rispose a otto ecclesiastici bianchi politicamente moderati che accusavano King di aver provocato agitazioni tra i residenti locali e di non aver dato al sindaco entrante la possibilità di iniziare un cambiamento. Bass suggerì che "Lettere dalla prigione di Birmingham" fu pianificato in anticipo, così come ogni mossa che King e i suoi alleati compirono a Birmingham. Il saggio era il culmine di molte delle idee di King, che aveva trattato in precedenti scritti. L'arresto di King attirò l'attenzione nazionale, inclusa quella dei dirigenti delle catene di negozi con punti vendita nel centro di Birmingham. Dopo l'arresto di King, i profitti delle catene iniziarono a diminuire. I proprietari di esercizi commerciali a livello nazionale fecero pressioni sulla presidenza Kennedy per intervenire. King fu rilasciato il 20 aprile 1963.

## Intensificazione dei conflitti

### Studenti reclutanti
Nonostante il clamore suscitato dall'arresto di King, la campagna vacillava perché pochi manifestanti erano disposti a rischiare l'arresto. Inoltre, sebbene Connor avesse usato cani poliziotto durante gli arresti di manifestanti, ciò non attirò l'attenzione dei media che gli organizzatori avevano sperato. Per riattivare la campagna, l'organizzatore della SCLC James Bevel ideò un controverso piano alternativo che chiamò D Day, in seguito chiamato "crociata dei bambini" dalla rivista "Newsweek". Il D Day invitava gli studenti delle scuole elementari e delle scuole superiori di Birmingham e del vicino Miles College a prendere parte alle manifestazioni.
Bevel, un veterano delle precedenti proteste studentesche nonviolente con il movimento studentesco di Nashville e con l'SNCC, era stato nominato direttore per l'Azione diretta e l'educazione nonviolenta della SCLC. Dopo aver abbozzato l'idea, organizzò e istruì gli studenti nella tattica e nella filosofia della nonviolenza. King esitava ad approvare il coinvolgimento dei bambini, ma Bevel credeva che i bambini fossero appropriati per le dimostrazioni perché passare del tempo in prigione non avrebbe danneggiato economicamente le loro famiglie tanto quanto nel caso di un genitore che lavorava. Vedeva inoltre che gli adulti della comunità nera erano divisi su quanto appoggio dare alle proteste. Bevel e gli organizzatori sapevano che gli studenti delle scuole superiori erano un gruppo più coeso; erano stati insieme come compagni di classe a partire dall'asilo. Reclutò ragazze a capo delle organizzazioni studentesche  e ragazzi che erano atleti. Bevel trovò le ragazze più ricettive alle sue idee perché avevano meno esperienza come vittime della violenza bianca. Bevel e la SCLC organizzarono laboratori per aiutare gli studenti a superare la paura dei cani e delle prigioni. Mostrarono filmati dei sit-in di Nashville organizzati nel 1960 per porre fine alla segregazione degli sportelli pubblici. La stazione radio nera di Birmingham, WENN, appoggiò il nuovo piano dicendo agli studenti di arrivare al luogo di incontro della dimostrazione con uno spazzolino da denti da usare in prigione. Nei quartieri neri vennero distribuiti volantini nelle scuole che dicevano: "Prima combattete per la libertà poi andate a scuola" e "Sta a voi liberare i nostri insegnanti, i nostri genitori, te stesso e il nostro paese."

### Crociata dei bambini
Il 2 maggio 1963 la studentessa Gwendolyn Sanders aiutò a organizzare i suoi compagni di classe, e centinaia di bambini dai liceali fino agli alunni più giovani che si unirono a lei in una enorme uscita non autorizzata dalla scuola, sfidando il preside della Parker High School, che tentò di bloccare i cancelli per tenere gli studenti dentro. Ai dimostranti erano state date istruzioni di marciare verso il centro città, incontrare il sindaco ed entrare negli edifici prescelti. Avrebbero poi dovuto ripartire in gruppi più piccoli e continuare nel loro percorso fino all'arresto. Marciarono in ranghi disciplinati, alcuni di loro con walkie-talkie, furono inviati ad intervalli calcolati dalle varie chiese verso la zona commerciale del centro cittadino. Più di 600 studenti furono arrestati; il più giovane di questi aveva otto anni. I bambini lasciarono le chiese cantando inni e "canzoni della libertà" come "We Shall Overcome". Applaudivano e ridevano mentre venivano arrestati e in attesa di essere trasportati in prigione. L'umore era paragonabile a quello di una gita scolastica. Sebbene Bevel avesse informato Connor sullo svolgimento della marcia, Connor e la polizia rimasero interdetti dal numero e dal comportamento dei bambini. Radunarono furgoni della polizia e autobus scolastici per portare i bambini in prigione. Quando non rimase nessuna auto della polizia per bloccare le strade della città, Connor, la cui autorità si estendeva ai vigili del fuoco, usò i camion dei pompieri. Gli arresti della giornata portarono il numero totale di manifestanti incarcerati a 1.200, quando la prigione di Birmingham aveva 900 posti.
L'uso dei bambini si rivelò molto controverso. Il sindaco in entrata Albert Boutwell e il procuratore generale Robert Kennedy condannarono la decisione di usare i bambini nelle proteste. L'intervento di Kennedy venne riportato sul "New York Times": "un bambino ferito, mutilato o morto è un prezzo che nessuno di noi può permettersi di pagare", aggiungendo comunque: "Credo che tutti capiscano che le loro giuste lamentele devono essere esaudite." Malcolm X criticò la decisione, dicendo: "I veri uomini non mettono i loro bambini in prima linea." King, che era rimasto dapprima in silenzio e poi si trovava fuori città mentre Bevel stava organizzando i bambini, fu colpito dal successo di usarli nelle proteste. Quella sera dichiarò in una riunione in chiesa: "Sono stato ispirato e commosso da oggi. Non ho mai visto niente del genere." Sebbene Wyatt Tee Walker fosse inizialmente contrario all'uso dei bambini nelle manifestazioni, rispose alle critiche dicendo: "I bambini neri otterranno un'istruzione migliore in cinque giorni di carcere che in cinque mesi in una scuola segregata." Articoli sulla campagna D Day apparvero sulle prime pagine del "Washington Post" e del "New York Times".